# زغال‌لیک
زغال‌لیک (به لاتین: Zogallyk) یک منطقه مسکونی در جمهوری آذربایجان است که در شهرستان بالاکن واقع شده است.